# St-Barthélémy (Sarrewerden)

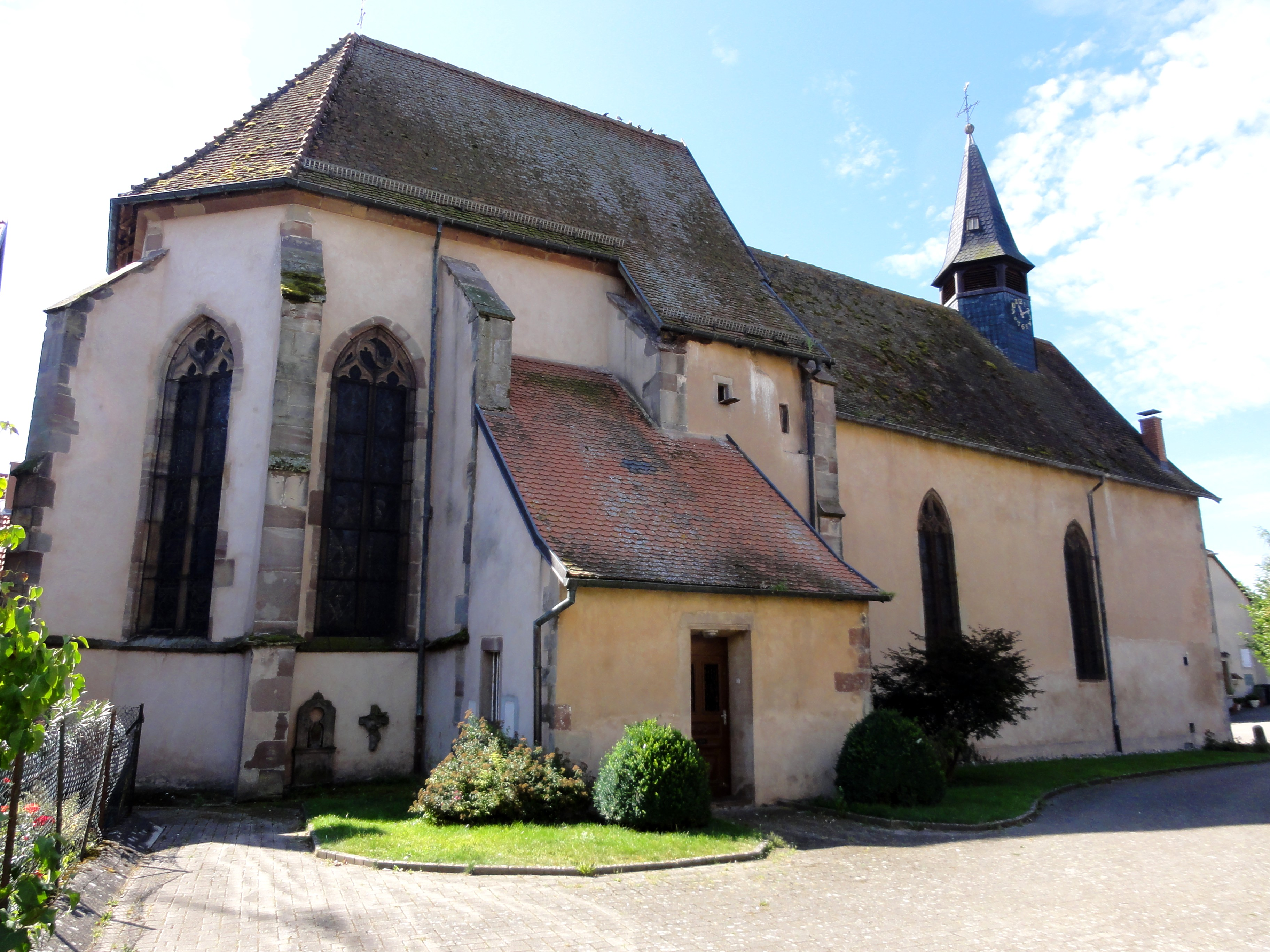
St-Bathélémy von Norden

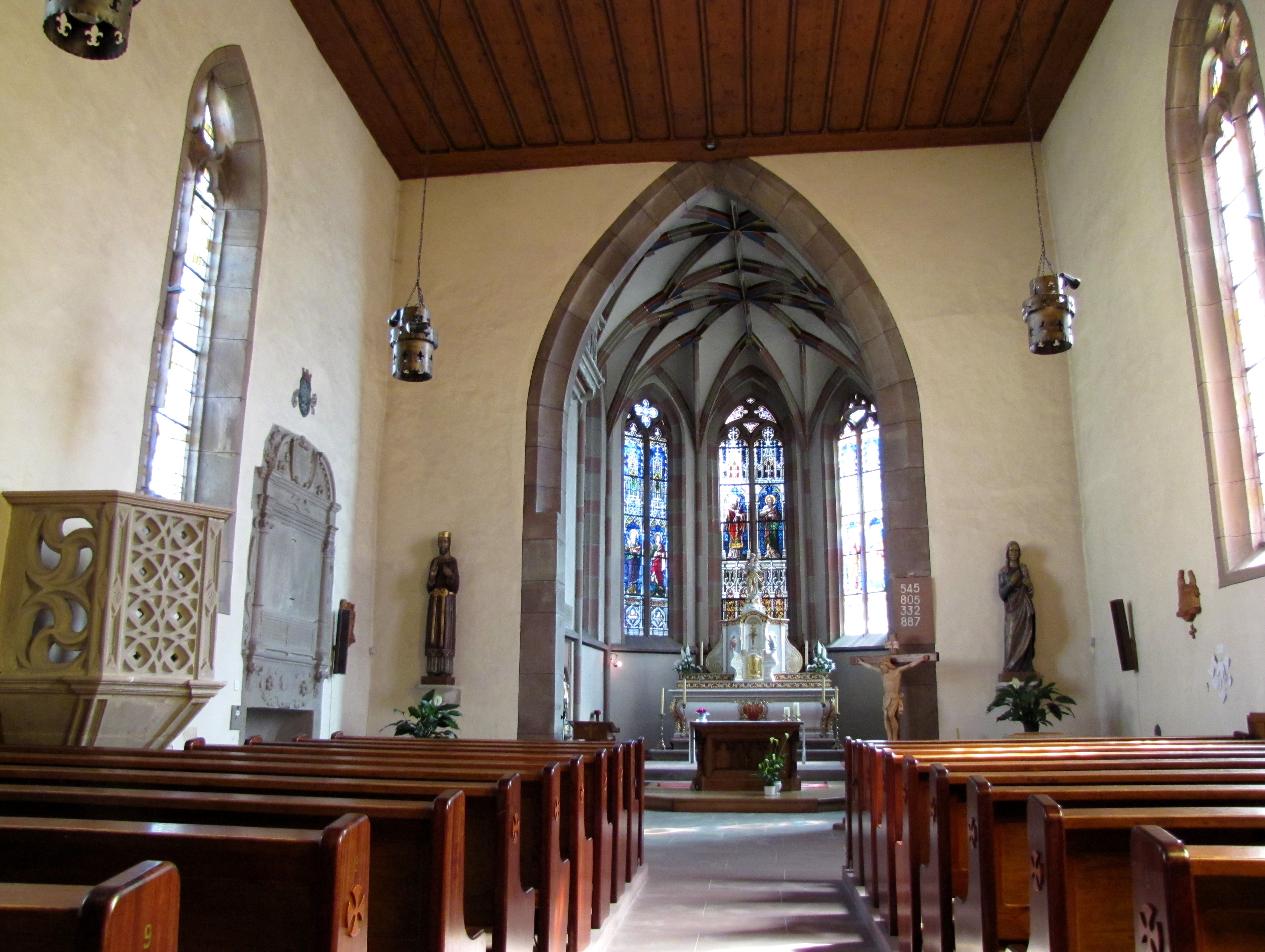
Kirchenschiff und Chor

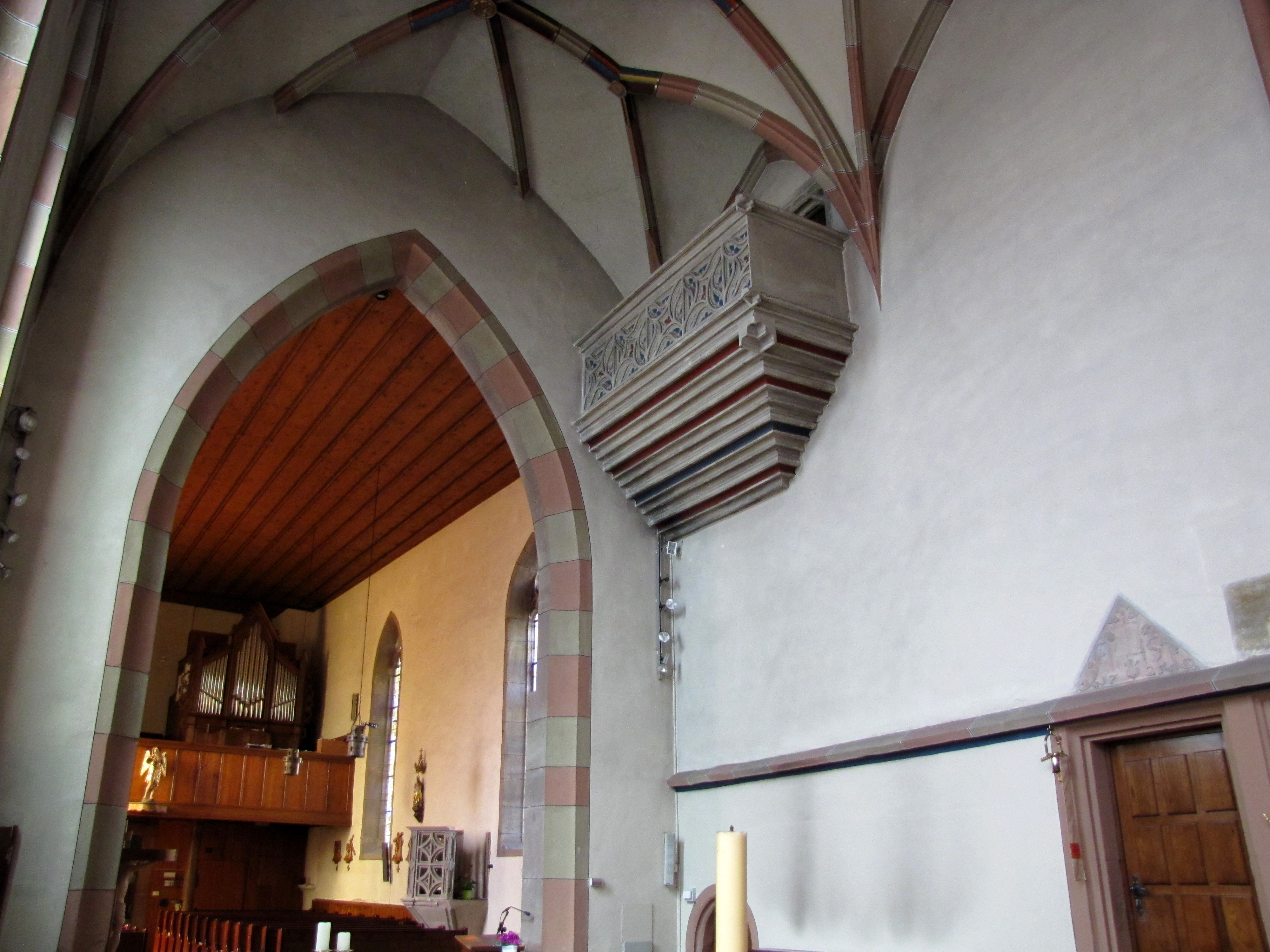
Blick vom Chor in den Kirchensaal (oben die Herrscherloge)

St-Barthélémy (dt. St. Bartholomäus) ist eine römisch-katholische Kirche in der elsässischen Gemeinde Sarrewerden. Sie steht als Monument historique unter Denkmalschutz.

## Geschichte
Das Kollegiatstift St. Blasius wurde 1481 wohl von Nikolaus von Moers-Saarwerden gegründet. Die heute dem hl. Bartholomäus geweihte Kirche entstand im 15. Jahrhundert wohl als Ersatz einer Schlosskapelle aus dem 14. Jahrhundert.

## Architektur
Die flachgedeckte Saalkirche mit zwei Fensterachsen schließt mit einem ⅝-Chor mit zwei Vorjochen. Dieser ist etwas breiter und höher als das Kirchenschiff mit gotischen Maßwerkfenstern mit Spitzbögen. Auf dem Satteldach der Kirche sitzt ein hexagonaler Dachreiter mit spitzem Helm. Das Westportal wird von einem gotischen Portal mit dreifach zurückspringendem Kielbogen gebildet. Darüber sitzen ein Wimperg und zwei Fialen. Im Tympanon ist Maßwerk erhalten. Davor steht auf einer Konsole eine Bartholomäus-Statue mit Schindermesser.
Der Chor wird von einem Netzgewölbe überwölbt. Ein spitzbogiger Triumphbogen bildet den Zugang zum Chor. Auf der Nordseite sitzt hoch oben eine Patronatsloge auf einer vielfach profilierten Konsole. Eine Steinbrüstung mit Maßwerk schützt die Besucher. Auf der westlichen Stirnseite sitzt eine hölzerne Orgelempore auf zwei schmalen Rundsäulen.

## Ausstattung
In der Nordwand des Kirchenschiffs sitzt ein Grabmal der Marguerite Donzelot aus dem Jahr 1631. Darunter befindet sich in einer Nische eine Grabfigur des hl. Franz Xaver. Die auf einer Konsole unter gotischem Baldachin stehende Muttergottesfigur stammt aus dem 16. Jahrhundert.
Die Orgel wurde 1855 oder 1856 geschaffen. Ihr Urheber ist unbekannt.  Vermutet werden Joseph Géant oder Joseph Verschneider.